# Тен, Ольга Викторовна
О́льга Ви́кторовна Тен (род. 18 ноября 1979) — казахстанская спортивная гимнастка и кёрлингистка, тренер по спортивной гимнастике и кёрлингу.

## Биография
Окончила Казахскую академию спорта и туризма.
Тренер-педагог по спортивной гимнастике, тренер ЛФК и массаж.
Мастер спорта (Казахстан, спортивная гимнастика).
Неоднократный призёр чемпионатов Республики Казахстан по гимнастике, обладатель кубка Республики Казахстан (1996), бронзовый призёр чемпионата Азии 1994 в упражнениях на брусьях и в опорном прыжке, участница чемпионата мира 1995 и Азиатских игр 1994.
Мастер спорта международного класса (Казахстан, кёрлинг).
Национальный судья высшей категории по кёрлингу.
Входит в состав женской, смешанной (микст) и смешанной парной (дабл-микст) национальных сборных Казахстана по кёрлингу (с 2004 по настоящее время). В составе женской сборной: участница чемпионатов Европы (2004, ЧЕ 2005), чемпионатов Тихоокеанско-Азиатского региона (2012, 2015, 2016), Азиатских игр (2007). В составе смешанной сборной: участница чемпионатов мира (2015, 2016), чемпионата Европы 2006. В составе смешанной парной сборной: участница чемпионатов мира (2014, 2016).

## Команды
| Сезон                                                           | Четвёртый         | Третий         | Второй           | Первый            | Запасной                       | Тренер     | Турниры              |
| --------------------------------------------------------------- | ----------------- | -------------- | ---------------- | ----------------- | ------------------------------ | ---------- | -------------------- |
| 2004—05                                                         | Ольга Зайцева     | Надира Юнусова | Ольга Тен        | Екатерина Горкуша | Bibigul Mambetova              | Wayne Kiel | ЧЕ 2004 (21 место)   |
| 2005—06                                                         | Екатерина Горкуша | Ольга Тен      | Надира Юнусова   | Ольга Зайцева     | Татьяна Тарасова               | Виктор Ким | ЧЕ 2005 (21 место)   |
| 2006—07                                                         | Екатерина Горкуша | Ольга Тен      | Ольга Зайцева    | Наргиз Исаева     | Марина Лисовая                 |            | ЗАИ 2007 (4 место)   |
| 2012—13                                                         | Ольга Тен         | Ольга Зайцева  | Надира Юнусова   | Марина Пестрякова | Ольга Ким                      |            | ТАЧ 2012 (6 место)   |
| 2015—16                                                         | Ольга Тен         | Ольга Панина   | Наргиз Исаева    | Регина Ланкина    | Анастасия Спирикова            |            | ТАЧ 2015 (4 место)   |
| 2015—16                                                         | Ольга Тен         | Ирина Швец     | Наргиз Исаева    | Регина Ланкина    |                                |            |                      |
| 2016—17                                                         | Ольга Тен         | Рамина Юничева | Анастасия Сургай | Камила Баканова   | Ситора Аллиярова               |            | ТАЧ 2016 (7 место)   |
| Кёрлинг среди смешанных команд (mixed curling, микст)           |                   |                |                  |                   |                                |            |                      |
| 2006—07                                                         | Екатерина Горкуша | Виктор Ким     | Ольга Тен        | Башир Чимиров     | Ольга Зайцева, Жанибек Укубаев |            | ЧЕСК 2006 (22 место) |
| 2015—16                                                         | Виктор Ким        | Ольга Тен      | Абылайхан Жузбай | Наргиз Исаева     |                                |            | ЧМСК 2015 (36 место) |
| 2016—17                                                         | Виктор Ким        | Ольга Тен      | Абылайхан Жузбай | Анастасия Сургай  |                                |            | ЧМСК 2016 (34 место) |
| Кёрлинг среди смешанных пар (mixed doubles curling, дабл-микст) |                   |                |                  |                   |                                |            |                      |
| 2013—14                                                         | Александр Орлов   | Ольга Тен      |                  |                   |                                |            | ЧМСП 2014 (28 место) |
| 2015—16                                                         | Виктор Ким        | Ольга Тен      |                  |                   |                                |            | ЧМСП 2016 (38 место) |

(скипы выделены полужирным шрифтом)

## Результаты как тренера национальных сборных
| Год  | Турнир                                                   | Сборная                 | Место |
| ---- | -------------------------------------------------------- | ----------------------- | ----- |
| 2016 | Чемпионат мира по кёрлингу среди юниоров (группа Б) 2016 | Казахстан (юниоры жен.) | 19    |
| 2017 | Зимняя Универсиада 2017                                  | Казахстан (женщины)     | 10    |